# Uherčice (Znojmo)
Uherčice é uma comuna checa localizada na região de Morávia do Sul, distrito de Znojmo.